# Thrasya longiligulata
Thrasya longiligulata là một loài thực vật có hoa trong họ Hòa thảo. Loài này được M.Bastos & A.G.Burm. miêu tả khoa học đầu tiên năm 1988.